# James L. Tarver
James Lafayette Tarver, Sr. (Del Rio, 15 maart 1916 – Grand Prairie, 7 augustus 1976) was een Amerikaans componist, muziekpedagoog en trompettist. Voor bepaalde werken gebruikte hij ook het pseudoniem Richard Walker.

## Biografie
Tarver studeerde aan het Sul Ross State University-Rio Grande College in Del Rio (Texas), aan het Texas Tech University in Lubbock en aan het Southwest Conservatory of Music in Fountain Valley (Californië). Als trompettist speelde hij in verscheidene dans- militair- en symfonieorkesten mee. In El Paso werd hij muziekpedagoog.
Als componist schreef hij vooral voor harmonieorkesten.

## Composities

### Werken voor harmonieorkest
- 1949 Western Plains, ouverture
- 1950 Little Colonel, ouverture
- 1950 Plantation Memories, Rhapsodie
- 1951 Sun Carnival, ouverture
- 1952 Nothern Pines, ouverture
- 1953 Canyon Passage, ouverture
- 1953 Coronado Overture
- 1953 Enchanted Mountain ouverture
- 1953 Winter Festival, ouverture
- 1955 Phantom Lake, ouverture
- 1956 Monticello, ouverture
- 1957 Hills of Romain, ouverture
- 1957 Purple Horizons, ouverture
- 1967 Two Symphonic Dances
- Carillon
- El Charro
- El Conquistador, Spaanse mars
- Palace Guards
- Processional and March